# Xaronval
Xaronval est une commune française située dans le département des Vosges, en Lorraine, dans la région administrative Grand Est.
Ses habitants sont appelés les Xaronvaux.

## Géographie

### Localisation
Xaronval est un petit village au cœur des Vosges entre Charmes et Mirecourt. Il est traversé par le Colon, affluent rive droite du Madon.

### Géologie et relief
La commune se compose de 476,15 hectares de territoires agricoles (90,01 %) et 52,67 hectares de forêts et milieux semi-naturels (9,96 %).

### Hydrographie et les eaux souterraines
Hydrogéologie et climatologie : Système d’information pour la gestion des eaux souterraines du bassin Rhin-Meuse :
Territoire communal : Occupation du sol (Corinne Land Cover); Cours d'eau (BD Carthage),
Géologie : Carte géologique; Coupes géologiques et techniques,
 Hydrogéologie : Masses d'eau souterraine; BD Lisa; Cartes piézométriques.

#### Réseau hydrographique
La commune est située dans le bassin versant du Rhin au sein du bassin Rhin-Meuse. Elle est drainée par le Madon et le Colon,.
Le Madon, d'une longueur totale de 96,9 km, prend sa source dans la commune de Vioménil et se jette dans la Moselle à Pont-Saint-Vincent, après avoir traversé 47 communes.

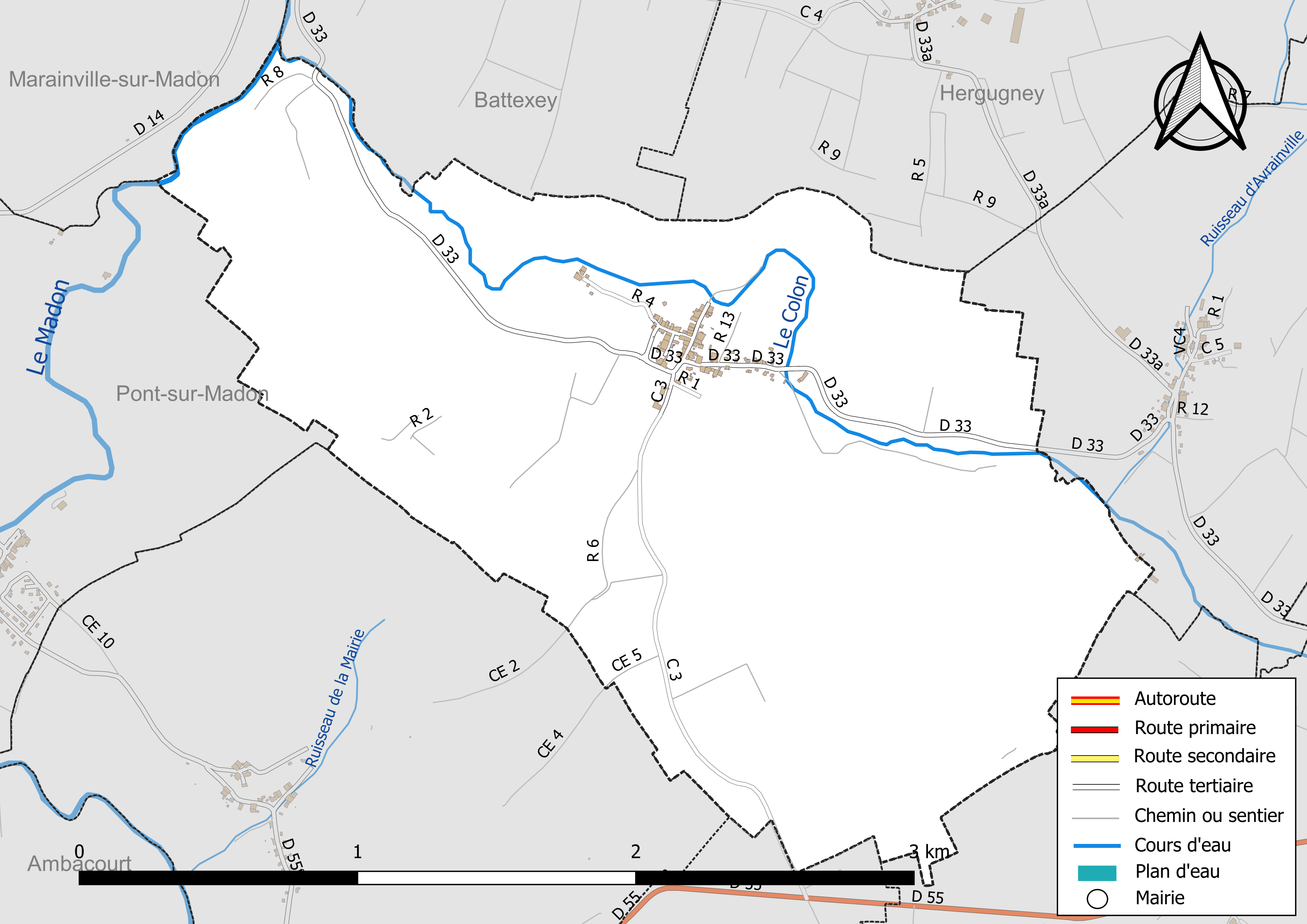
Réseaux hydrographique et routier de Xaronval.

Le Colon, d'une longueur totale de 20,3 km, prend sa source dans la commune de Regney et se jette  dans le Madon sur la commune, après avoir traversé 13 communes.

#### Gestion et qualité des eaux
Le territoire communal est couvert par le schéma d'aménagement et de gestion des eaux (SAGE) « Nappe des Grès du Trias Inférieur ». Ce document de planification, dont le territoire comprend le périmètre de la zone de répartition des eaux de la nappe des Grès du trias inférieur (GTI), d'une superficie de 1 497 km2, est en cours d'élaboration. L’objectif poursuivi est de stabiliser les niveaux piézométriques de la nappe des GTI et atteindre l'équilibre entre les prélèvements et la capacité de recharge de la nappe. Il doit être cohérent avec les objectifs de qualité définis dans les SDAGE Rhin-Meuse et Rhône-Méditerranée. La structure porteuse de l'élaboration et de la mise en œuvre est le conseil départemental des Vosges.
La qualité des cours d’eau peut être consultée sur un site dédié géré par les agences de l’eau et l’Agence française pour la biodiversité.

### Climat
Pour des articles plus généraux, voir Climat du Grand Est et Climat des Vosges.
En 2010, le climat de la commune est de type climat des marges montargnardes, selon une étude du Centre national de la recherche scientifique s'appuyant sur une série de données couvrant la période 1971-2000. En 2020, Météo-France publie une typologie des climats de la France métropolitaine dans laquelle la commune est exposée à un climat semi-continental et est dans la région climatique  Lorraine, plateau de Langres, Morvan, caractérisée par un hiver rude (1,5 °C), des vents modérés et des brouillards fréquents en automne et hiver.
Pour la période 1971-2000, la température annuelle moyenne est de 9,8 °C, avec une amplitude thermique annuelle de 17,1 °C. Le cumul annuel moyen de précipitations est de 919 mm, avec 12,4 jours de précipitations en janvier et 9,7 jours en juillet. Pour la période 1991-2020, la température moyenne annuelle observée sur la station météorologique de Météo-France la plus proche, « Mirecourt-inra », sur la commune de Mirecourt à 10 km à vol d'oiseau, est de 10,4 °C et le cumul annuel moyen de précipitations est de 824,3 mm. 
La température maximale relevée sur cette station est de 39,5 °C, atteinte le 25 juillet 2019 ; la température minimale est de −19,5 °C, atteinte le 20 décembre 2009,,.
Les paramètres climatiques de la commune ont été estimés pour le milieu du siècle (2041-2070) selon différents scénarios d'émission de gaz à effet de serre à partir des nouvelles projections climatiques de référence DRIAS-2020. Ils sont consultables sur un site dédié publié par Météo-France en novembre 2022.

## Urbanisme

### Typologie
Au 1er janvier 2024, Xaronval est catégorisée commune rurale à habitat dispersé, selon la nouvelle grille communale de densité à sept niveaux définie par l'Insee en 2022.
Elle est située hors unité urbaine. Par ailleurs la commune fait partie de l'aire d'attraction de Nancy, dont elle est une commune de la couronne,. Cette aire, qui regroupe 353 communes, est catégorisée dans les aires de 200 000 à moins de 700 000 habitants,.

### Occupation des sols
L'occupation des sols de la commune, telle qu'elle ressort de la base de données européenne d’occupation biophysique des sols Corine Land Cover (CLC), est marquée par l'importance des territoires agricoles (90 % en 2018), une proportion identique à celle de 1990 (90 %). La répartition détaillée en 2018 est la suivante : 
terres arables (53,5 %), prairies (20,1 %), zones agricoles hétérogènes (16,4 %), forêts (10 %). L'évolution de l’occupation des sols de la commune et de ses infrastructures peut être observée sur les différentes représentations cartographiques du territoire : la carte de Cassini (XVIIIe siècle), la carte d'état-major (1820-1866) et les cartes ou photos aériennes de l'IGN pour la période actuelle (1950 à aujourd'hui).

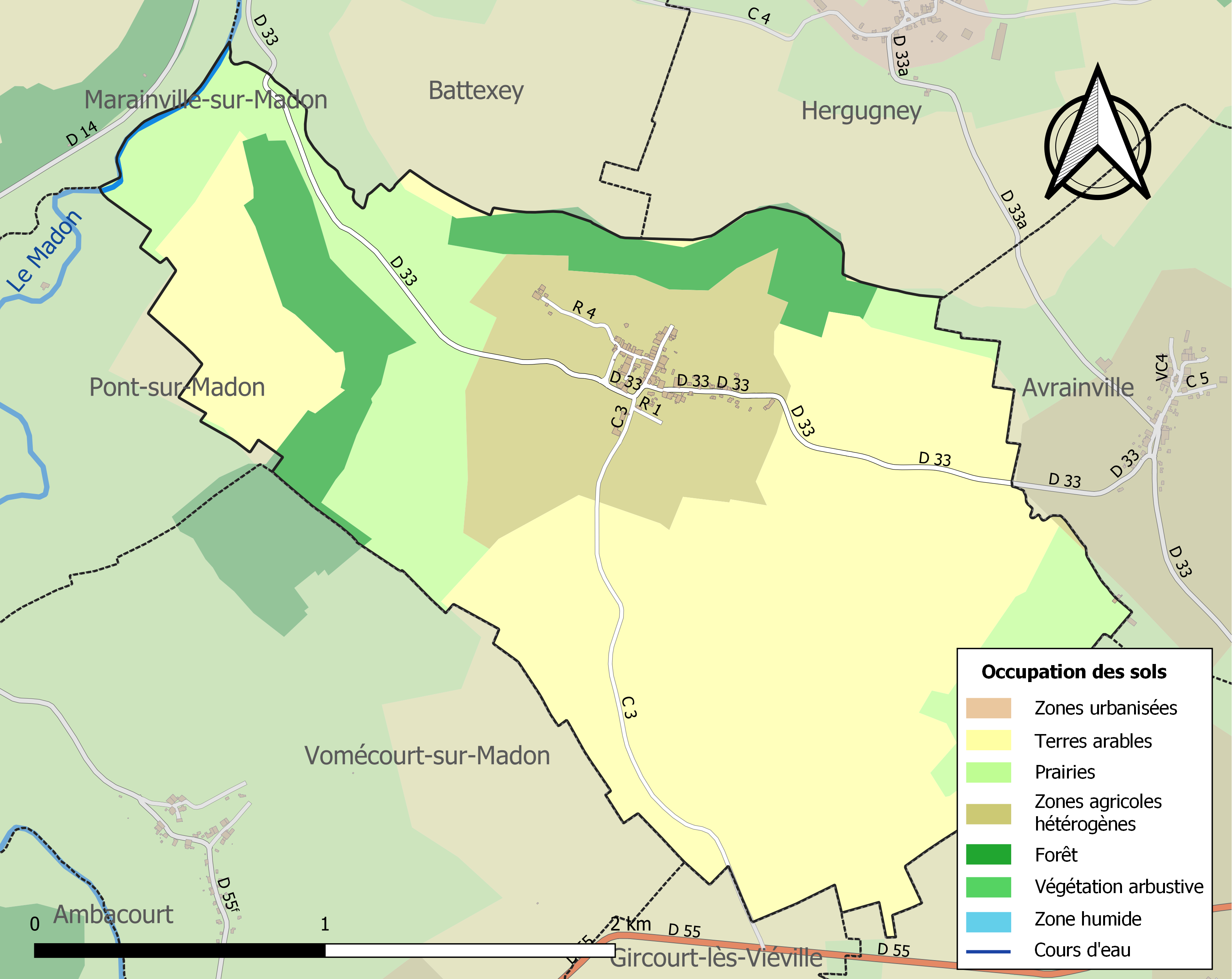
Carte des infrastructures et de l'occupation des sols de la commune en 2018 (CLC).

### Voies de communications et transports

#### Voies routières
- A330. Échangeur Flavigny-sur-Moselle.

#### Transports en commun
- Fluo Grand Est.

#### Lignes SNCF
- Gare de Charmes

#### Transports aériens
- L'Aéroport d'Épinal-Mirecourt « Vosges Aéroport ».

À partir de l'été 2021, l’aéroport d’Épinal-Mirecourt est devenu le "pélicandrome" de la Zone Est et servira ainsi de base de ravitaillement et d’intervention pour les avions bombardiers d’eau connus sous le nom de Dash 8.

## Toponymie
Le nom de la localité est attesté sous les formes ? Hugonis de Charanval (1149) ; Xaronvaulx (1329) ; Xaronval, Xarronvaul (1430) ; Xaironval (1431) ; Xarronval (1434) ; Xaronval (1512) ; Cheronvaux (1656) ; L’ancien nom est Charonvaux, et on prononce Charonval (1753) ; Xaroni villa (1768) ; Xaronvalle (1788). 
Xaronval s'est prononcé Charonval au XIXe siècle et jusqu'au XXe siècle, comme quelque autres communes en "X" des Vosges (Pouxeux, Uxegney).

## Histoire
Le nom du village, Xaronvaulx, est attesté dès 1329. Xaronval appartenait au bailliage de Charmes. Son église dédiée à Saint-Nicolas était annexe de Vomécourt-sur-Madon jusqu’en 1718 où elle est érigée en cure. Xaronval appartenait au ban de Tantimont.

## Politique et administration

### Découpage territorial
Par arrêté préfectoral du 15 septembre 2023, la commune est retirée le 1er janvier 2024 de l'arrondissement d'Épinal et rattachée à l'arrondissement de Neufchâteau.

### Liste des maires
| Période                                  | Période        | Identité                     | Étiquette | Qualité                                   |
| ---------------------------------------- | -------------- | ---------------------------- | --------- | ----------------------------------------- |
| Les données manquantes sont à compléter. |                |                              |           |                                           |
| 1892                                     | 1911           | Victor Husson                |           |                                           |
| 1911                                     | 1920           | Victor Jeancolas             |           |                                           |
| 1920                                     | 1938           | Auguste Vuidart              |           |                                           |
| 1939                                     | 1944           | Paul Tallotte                |           |                                           |
| 1945                                     | 1953           | Auguste Voiriot              |           |                                           |
| 1953                                     | juin 1995      | Roger Beurnel (1923-2008)    |           |                                           |
| juin 1995                                | juin 2003      | Roger Witzmann               |           | Décédé en cours de mandat                 |
| juillet 2003                             | mars 2008      | René Couturieux (né en 1936) |           |                                           |
| mars 2008                                | avril 2014     | Jean-Marie Beurnel           |           |                                           |
| avril 2014                               | septembre 2019 | Alain Godard (1954-2019)     |           | Décédé en cours de mandat                 |
| septembre 2019                           | En cours       | Cédric Ménétrier             |           | Ingénieur et cadre technique d'entreprise |

## Population et société

### Démographie

#### Évolution démographique
L'évolution du nombre d'habitants est connue à travers les recensements de la population effectués dans la commune depuis 1793. Pour les communes de moins de 10 000 habitants, une enquête de recensement portant sur toute la population est réalisée tous les cinq ans, les populations de référence des années intermédiaires étant quant à elles estimées par interpolation ou extrapolation. Pour la commune, le premier recensement exhaustif entrant dans le cadre du nouveau dispositif a été réalisé en 2007.

En 2022, la commune comptait 108 habitants, en évolution de +2,86 % par rapport à 2016 (Vosges : −2,96 %, France hors Mayotte : +2,11 %).
| 1793 | 1800 | 1806 | 1821 | 1831 | 1836 | 1841 | 1846 | 1856 |
| ---- | ---- | ---- | ---- | ---- | ---- | ---- | ---- | ---- |
| 232  | 219  | 258  | 329  | 397  | 385  | 363  | 343  | 287  |

| 1861 | 1866 | 1876 | 1881 | 1886 | 1891 | 1896 | 1901 | 1906 |
| ---- | ---- | ---- | ---- | ---- | ---- | ---- | ---- | ---- |
| 296  | 315  | 311  | 285  | 279  | 258  | 223  | 212  | 195  |

| 1911 | 1921 | 1926 | 1931 | 1936 | 1946 | 1954 | 1962 | 1968 |
| ---- | ---- | ---- | ---- | ---- | ---- | ---- | ---- | ---- |
| 179  | 161  | 147  | 144  | 140  | 137  | 124  | 101  | 93   |

| 1975 | 1982 | 1990 | 1999 | 2006 | 2007 | 2012 | 2017 | 2022 |
| ---- | ---- | ---- | ---- | ---- | ---- | ---- | ---- | ---- |
| 84   | 66   | 67   | 67   | 81   | 83   | 94   | 106  | 108  |

### Enseignement
Établissements d'enseignements :
- Écoles maternelles et primaires à Savigny, Diarville, Florémont, Xirocourt, Charmes, Brantigny.
- Collèges à Charmes, Mirecourt, Bayon, Vézelise, Dompaire.
- Lycées à Mirecourt, Thaon-les-Vosges, Harol.

### Santé
Professionnels et établissements de santé :
- Médecins à Diarville, Charmes, Haroué, Mirecourt, Tantonville.
- Pharmacies à Diarville, Charmes, Haroué, Mirecourt, Mattaincourt.
- Hôpitaux à Charmes, Mirecourt, Mattaincourt, Châtel-sur-Moselle, Ville-sur-Illon.

### Cultes
- Culte catholique, Paroisse Saint-Nicolas-du-Haut-du-Mont[29], Diocèse de Saint-Dié.

## Économie

### Entreprises et commerces

#### Commerces
- Commerces et services de proximité[30].

### Budget et fiscalité 2023

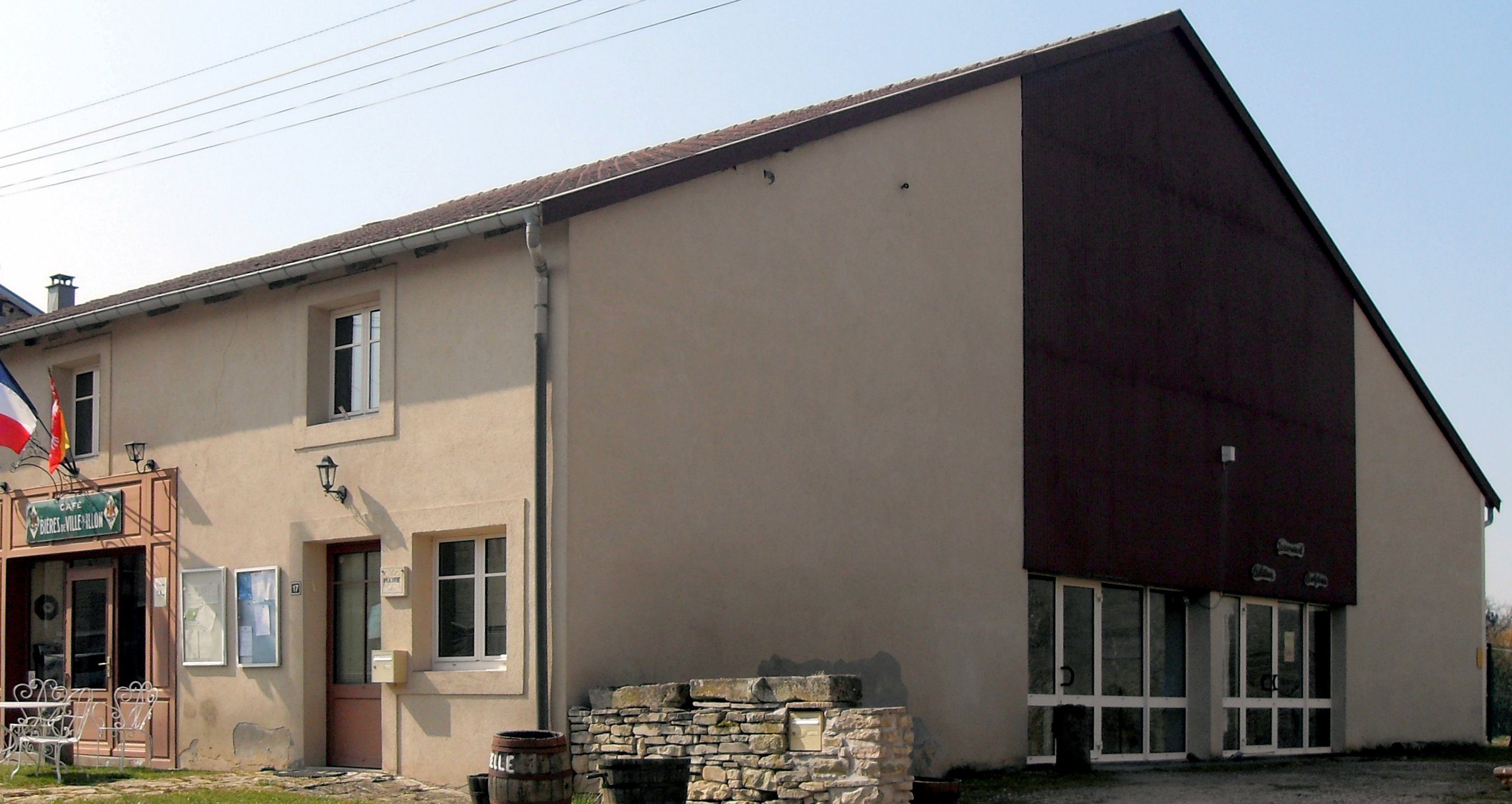
La mairie.

En 2023, le budget de la commune était constitué ainsi :
- total des produits de fonctionnement : 100 000 €, soit 856 € par habitant ;
- total des charges de fonctionnement : 83 000 €, soit 718 € par habitant ;
- total des ressources d'investissement : 12 000 €, soit 107 € par habitant ;
- total des emplois d'investissement : 20 000 €, soit 176 € par habitant ;
- endettement : 18 000 €, soit 158 € par habitant.

Avec les taux de fiscalité suivants :
- taxe d'habitation : 24,61 % ;
- taxe foncière sur les propriétés bâties : 41,51 % ;
- taxe foncière sur les propriétés non bâties : 32,39 % ;
- taxe additionnelle à la taxe foncière sur les propriétés non bâties : 0,00 % ;
- cotisation foncière des entreprises : 0,00 %.

Chiffres clés Revenus et pauvreté des ménages en 2021 : médiane en 2021 du revenu disponible, par unité de consommation : 22 370 €.

## Culture locale et patrimoine

### Lieux et monuments
- Église Saint-Nicolas, Paroisse Saint-Nicolas-du-Haut-du-Mont[33].

Croix de procession.
- Patrimoine rural recensé par le service régional de l'Inventaire général du patrimoine culturel[35],[36].
- Monuments commémoratifs[37],[38],[39].

## Animation
Chaque année, des animations sont proposées par une association - les Amis du Valamont- qui recrée la vie villageoise du début du XIXe siècle.
Le dernier week-end de septembre, le village de Xaronval est investi par des brocanteurs qui viennent de toute la région pour exposer et vendre en grange. Il est à noter que, depuis 2009, ce week-end propose un Salon du livre et de la culture. Lors de ce salon, de nombreux écrivains viennent à la rencontre du public et présentent leurs ouvrages.

### Personnalités liées à la commune
- Nicolas Abram était un jésuite lorrain, philologue et historien, professeur de belles-lettres et d'Écriture sainte.
- Dominique Fourier, père de Pierre Fourier, est né et a vécu à Xaronval pendant 25 ans avant de devenir marchand de draps à Mirecourt[42].
- Jean Fourier, jésuite, recteur d'université[43].
- Médaillés de Sainte-Hélène[44].

### Héraldique
| Blason de Xaronval | Blason  | D'or à la roulette de charron d'azur emmanchée de gueules accostée de deux planes d'azur emmanchées de gueules adossées posées en chevron renversé ; mantelé renversé d'azur à la croisette au pied fiché d'argent pommetée d'or, accostée à senestre d'une rose d'argent au bouton étoilé et aux pointes d'or. |
| Blason de Xaronval | Détails | Création de R.A. Louis et B. Georgin avec les conseils de la Commission Héraldique de l'UCGL. Adopté par la commune en mars 2015. |

## Pour approfondir